# Palmarés de confederações de futebol
Esta lista de títulos e troféus de confederações de futebol contém os principais títulos internacionais das confederações de futebol.

## História
Os Jogos Olímpicos foram a primeira competição internacional de futebol por selecções a ser criada. As edições de 1900 e 1904 (reconhecidas pelo COI mas não pela FIFA) e a edição intercalar de 1906 (não reconhecida pelo COI nem pela FIFA) não são consideradas neste artigo pois foram disputadas por equipas locais (clubes ou selecções de cidades) e não por selecções nacionais; embora as medalhas atribuídas em 1900 e 1904 sejam oficiais e pertençam ao palmarés dos respectivos Comités Olímpicos, não integram o palmarés das selecções A de futebol.
Após os Jogos Olímpicos de 1908 e até à criação do Campeonato do Mundo em 1930 o torneio olímpico de futebol era a principal competição mundial entre selecções nacionais de futebol. Após 1930 deu-se uma cisão entre as selecções nacionais que participavam no torneio olímpico, que continuaram a ser constituídas por jogadores amadores, e as selecções nacionais que participavam no Campeonato do Mundo, integradas por jogadores profissionais. Apesar disso as edições do torneio olímpico até 1956 continuam a integrar o palmarés das selecções A. A partir dos Jogos Olímpicos de 1960 as participações no torneio olímpico passaram a integrar o palmarés das selecções olímpicas, distinto das selecções A, pelo que deixam de constar neste artigo.
O Campeonato do Mundo, criado em 1930, é a mais importante competição de futebol do Mundo, sendo disputado quadrinalmente pelas selecções A de cada país para apurar o campeão do Mundo.

## Títulos
| Nº | Confederação | Continente     | Vigentes            | Vigentes          | Total | Último troféu          |
| Nº | Confederação | Continente     | Campeonato do Mundo | Mundial de Clubes | Total | Último troféu          |
| -- | ------------ | -------------- | ------------------- | ----------------- | ----- | ---------------------- |
| 1º | UEFA         | Europa         | 12                  | 16                | 28    | Mundial de Clubes 2023 |
| 2º | CONMEBOL     | América do Sul | 10                  | 3                 | 13    | Mundial 2022           |